# Baltic Chain Tour
Le Baltic Chain Tour est une course cycliste courue dans les trois pays baltes (Estonie, Lettonie et Lituanie) ainsi qu'en Finlande depuis 2013. Créée en 2011, elle fait partie depuis 2012 de l'UCI Europe Tour, en catégorie 2.2. Elle est par conséquent ouvert aux équipes continentales professionnelles, à des équipes nationales et à des équipes régionales ou de clubs. Les UCI ProTeams (première division) ne peuvent pas participer,.

## Palmarès
| Année | Vainqueur            | Deuxième             | Troisième            |                  |
| ----- | -------------------- | -------------------- | -------------------- | ---------------- |
| 2011  | Erki Pütsep          | Igor Boev            | Ivo Suur             |                  |
| 2012  | Gediminas Bagdonas   | Viktor Shmalko       | Ian Wilkinson        |                  |
| 2013  | Philipp Walsleben    | Ivan Savitskiy       | Žydrūnas Savickas    |                  |
| 2014  | Mathieu van der Poel | Clemens Fankhauser   | Mykhailo Kononenko   |                  |
| 2015  | Andriy Kulyk         | Matti Manninen       | Gustav Höög          |                  |
| 2016  | Māris Bogdanovičs    | Andriy Vasylyuk      | Silver Mäoma         |                  |
| 2017  | Herman Dahl          | Māris Bogdanovičs    | Benjamin Perry       |                  |
| 2018  | Emīls Liepiņš        | Ramūnas Navardauskas | Gert Jõeäär          |                  |
| 2020  | Gert Jõeäär          | Alo Jakin            | Rait Ärm             |                  |
| 2021  | Laurence Pithie      | Karl Patrick Lauk    | Antti-Jussi Juntunen |                  |
| 2022  | Rait Ärm             | Martin Laas          | Miká Heming          |                  |
| 2023  | Rait Ärm             | Henri Uhlig          | Filippo Fortin       |                  |
| 2024  | annulé/abandonné     | annulé/abandonné     | annulé/abandonné     | annulé/abandonné |